# Siła ciężkości

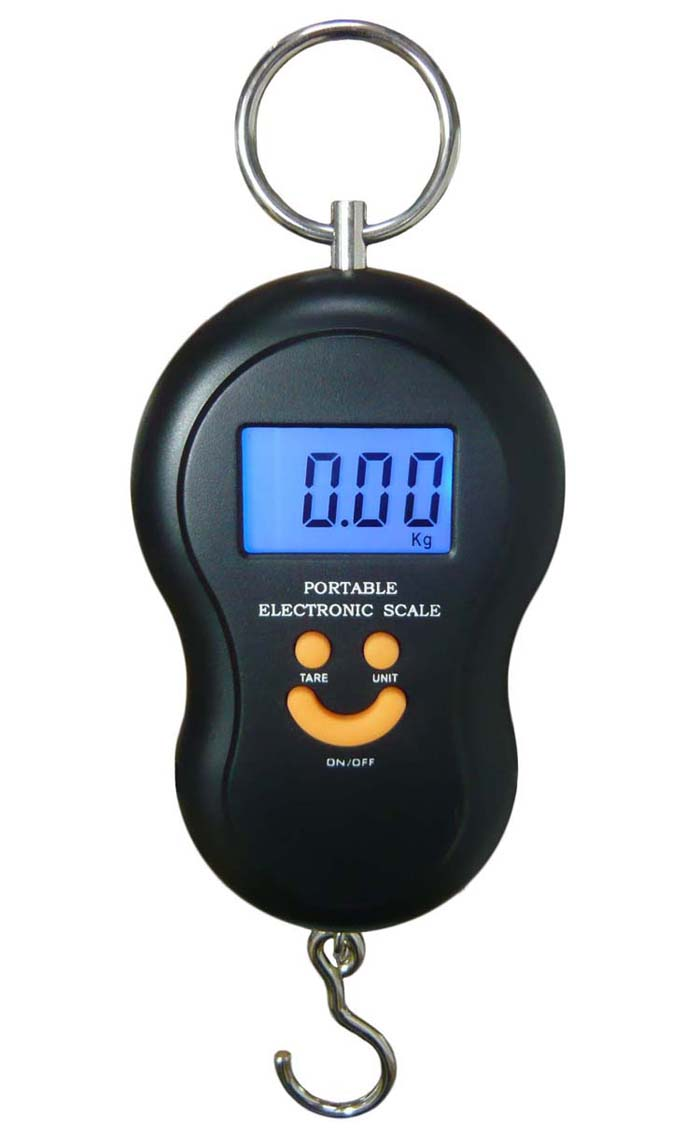
Cyfrowy siłomierz do pomiaru siły, m.in. siły ciężkości

Siła ciężkości, ciężar – siła wypadkowa dwóch sił:
- siły, z jaką Ziemia (lub inne ciało niebieskie) przyciąga dany obiekt,
- siły odśrodkowej wynikającej z ruchu wokół centrum Ziemi (lub innego ciała niebieskiego)[2].

Siła ciężkości nadaje wszystkim swobodnie spadającym ciałom jednakowe przyspieszenie. Wartość tego przyspieszenia określana względem powierzchni Ziemi jest przyspieszeniem ziemskim.
Jednostką ciężaru w układzie SI jest niuton, jednak nadal dozwolone jest używanie jednostek spoza układu SI, specjaliści stosują np. kilogram-siłę (w skrócie kG lub kgf). Ciężar jako siła jest wielkością wektorową.
Siła odśrodkowa ma największą wartość na równiku i stanowi 1/228 części siły ciężkości. Przy dokładnych pomiarach grawimetrycznych zauważa się niewielkie wahania wartości i kierunku siły ciężkości. Obserwuje się zmiany wywołane przez Księżyc i Słońce, będące synchroniczne z ruchem tych ciał względem punktu pomiaru. Zmiany długookresowe wynikają z ruchu biegunów, zmianami w ruchu obrotowym Ziemi, a zmiany wiekowe pochodzą od procesów zachodzących na powierzchni i wewnątrz Ziemi.
Pomiarami siły ciężkości na Ziemi zajmuje się grawimetria, odchylenia od teoretycznej wartości siły ciężkości określane jako anomalie siły ciężkości umożliwiają badanie struktury Ziemi. Kierunek siły ciężkości wyznacza lokalny pion.

## Grawitacja ciała niebieskiego
Jeżeli masa sferycznie symetrycznej planety o promieniu {\displaystyle r} wynosi {\displaystyle M,} a masa danego ciała {\displaystyle m,} to wartość ciężaru ciała na powierzchni planety dana jest wzorem (po zaniedbaniu siły odśrodkowej):
{\displaystyle F_{g}=G{\frac {M\cdot m}{r^{2}}},}
gdzie {\displaystyle G} jest stałą grawitacji.
Zwykle wielkość:
{\displaystyle G{\frac {M}{r^{2}}}}
nazywa się przyspieszeniem grawitacyjnym na powierzchni planety i oznacza przez {\displaystyle g,} co prowadzi do wzoru łączącego masę ciała z jego ciężarem:
{\displaystyle F_{g}=m\cdot g.}
Oznacza to, że przy ustalonym {\displaystyle g} ciężar jest proporcjonalny do masy ciała.
Dla Ziemi {\displaystyle g} ≈ 9,81 m/s². W przypadku Księżyca: {\displaystyle g_{K}} ≈ 1,62 m/s², co oznacza, że ciężar każdego ciała jest tam około sześciokrotnie mniejszy niż na Ziemi.
W potocznym rozumieniu nie rozróżnia się masy i ciężaru, stosując te dwa pojęcia wymiennie (często używa się wtedy też słowa waga).